# مریدال (لوئیزیانا)
مریدال (به انگلیسی: Merrydale) شهری در ایالت لوئیزیانا کشور ایالات متحده آمریکا است که جمعیت آن در سرشماری سال ۲۰۱۰ میلادی، ۹٬۷۷۲ نفر بوده‌است.